# Détachement air 277 Varennes-sur-Allier
La détachement air 277 Varennes-sur-Allier « Capitaine Rousseau » (DA 277) de l'Armée de l'air française était situé sur la commune de Varennes-sur-Allier, dans le département de l'Allier.
Base aérienne créée en 1937, ce détachement avait pour mission le stockage et la réparation de matériels aéronautiques ainsi que le ravitaillement des bases aériennes.

## Historique
L'implantation militaire remontait à 1937. Le site devient une importante annexe de l'Entrepôt de Romorantin.
En 1964, il devient la Base aérienne 277 Varennes-sur-Allier puis est transformée par la suite en détachement air.
En 2010, le stock de fournitures comporte 3 millions d'articles pour 54 000 nomenclatures différentes.
Le général Claude Tafani, directeur des ressources humaines de l’Armée de l’air, a annoncé le 1er octobre 2013, la dissolution de ce détachement pour la fin de l’année 2015.
La cérémonie de dissolution a eu lieu le 30 juin 2015.
La base aérienne était séparée par les voies de chemin de fer en deux parties. La première partie abritant le réfectoire, un bâtiment réservé au couchage avec au sous-sol le pc protection, un bâtiment pour l'infirmerie et les quartiers des sous-officiers ainsi qu'un bâtiment administratif. L'autre  partie étant réservée au stockage, à la place d'armes, aux services techniques (essence, pompiers, gendarmerie de l'air, armement, service transmissions) ainsi qu'au bâtiment principal lieu de travail du colonel de la base.

## Utilisation après la fermeture
La presse annonce que 160 migrants venus en majorité du Soudan ont été installés dans les locaux de l'ancienne base aérienne désaffectée qui appartient toujours à l'État.

## Unités stationnées
À sa fermeture, le DA 277 abritait :
- Groupe des ateliers techniques[2]
- Entrepôt de l'armée de l'air 606 (EAA 606)[2]

## Drapeau
L'unité était gardienne du drapeau de la 11e Escadre de chasse.
Ce drapeau a été remis au Service Historique de l'Armée de l'Air, lors de la dissolution du site le 30 juin 2015.

## Commandants
- colonel Philippe Dedobbeleer (2012 - 31 août 2015)[8]